# 德意志许岑-艾森贝格
德意志许岑-艾森贝格是奥地利布尔根兰州上瓦特县的一个市镇。总面积28.44平方公里，总人口1190人，人口密度41.8人/平方公里（2001年）。